# Riviera (singolo)
Riviera è un singolo del cantautore italiano Max Gazzè e del duo di DJ producer italiano Frenetik & Orang3, pubblicato il 19 maggio 2023.

## Video musicale
Il videoclip del brano, diretto da Zavvo Nicolosi e Giovanni Tomaselli, è stato reso disponibile in concomitanza della pubblicazione del singolo sul canale YouTube di Max Gazzè.

## Tracce
Testi di Lorenzo Lombardi, musiche di Davide Pavanello, Daniele Mungai, Daniele Dezi e Marco Franzoni.
1. Riviera – 3:21